# Android Lollipop
Android Lollipop là một phiên bản của hệ điều hành di động Android phát triển bởi Google, mở rộng giữa 5.0 và 5.1.1. Ra mắt vào 25 tháng 6 năm 2014, trong suốt hội nghị Google I/O, nó có sẵn thông qua cập nhật OTA chính thức vào 12 tháng 11 năm 2014, cho các thiết bị chạy dịch vụ Android của Google (như thiết bị Nexus và Google Play edition). Mã nguồn của nó được đưa ra vào 3 tháng 11 năm 2014.
Một trong những thay đổi lớn nhất trong Lollipop là được thiết kế lại giao diện người dùng được xây dựng dựa trên ngôn ngữ thiết kế gọi là Material Design. Những thay đổi khác bao gồm cải tiến thanh thông báo, có thể truy cập từ màn hình khóa và hiển thị trong ứng dụng như banner trên màn hình. Google còn thay đổi bên trong nền tảng này, với Android Runtime (ART) chính thức thay thế cho Dalvik để cải thiện hiệu năng ứng dụng, và tối ưu hóa việc sử dụng pin, gọi nội bộ là Project Volta.
Tính đến  tháng 11 năm 2017, số liệu thống kê do Google chỉ ra rằng 27,7% thiết bị Android truy cập Google Play chạy Lollipop.
Lollipop được thay thế bởi Marshmallow, được phát hành tháng 10 năm 2015.

## Phát triển
Android 5.0 được lần đầu tiết lộ dưới tên mã "Android L" vào ngày 25 tháng 6 năm 2014 trong một buổi phát biểu tại hội nghị nhà phát triển Google I/O. Cùng với Lollipop, bài phát biểu tập trung vào một số nền tảng và công nghệ hướng tới Android mới, bao gồm Android TV, nền tảng cho thiết bị trong xe hơi Android Auto, nền tảng cho các thiết bị đeo được Android Wear, và nền tảng theo dõi sức khỏe Google Fit.
Một phần của bài phát biểu được dành cho một ngôn ngữ thiết kế đa nền tảng mới có tên "material design" (thiết kế vật liệu). Mở rộng dựa trên mô típ "thẻ" lần đầu được xuất hiện trong Google Now, nó là một thiết kế sử dụng nhiều các bố cục dạng lưới, các hình động và chuyển động nhạy bén, các lớp cùng với các hiệu ứng chiều dâu như ánh sáng và bóng. Nhà thiết kế Matías Duarte giải thích rằng "không giống như trên giấy thường, các vật liệu (material) số của chúng tôi có thể mở rộng và tùy chỉnh lại một cách thông minh. Vật liệu sẽ có các bề mặt và góc cạnh vật lý. Các đường nối và bóng chỉ ra những gì bạn có thể chạm vào." Ngôn ngữ thiết kế vật liệu sẽ không chỉ được sử dụng trên Android, mà còn trên khắp các bộ phần mềm nền web của Google, tạo nên một trải nghiệm đồng nhất trên khắp các nền tảng.

## Tính năng
Android 5.0 giới thiệu một hệ thống thông báo được làm mới. Các thông báo sẽ được hiển thị trên các thẻ để tuân theo ngôn ngữ thiết kế material, và nhiều thông báo trong cùng một ứng dụng sẽ được gộp lại thành một nhóm. Các thông báo cũng được hiển thị trên màn hình khóa dưới dạng các thẻ, và các thông báo kiểu "heads up" cũng có thể được hiển thị dưới dạng một thanh lớn ở phía trên cùng màn hình, cùng với các nút hành động tương tác của chúng. Tính năng không làm phiền cũng được thêm vào hệ thống thông báo. Menu ứng dụng gần đây được thiết kế lại để hiển thị các ứng dụng đang mở dưới dạng các thẻ chồng xếp lên nhau kiểu ba chiều. Một ứng dụng cũng có thể hiển thị nhiều thẻ trong menu gần đây, như với các thẻ đang mở của trình duyệt.
Lollipop cũng bao gồm các tính năng nền tảng lớn cho các nhà phát triển, với hơn 5.000 API mới được thêm vào cho các ứng dụng sử dụng. Ví dụ, đã có khả năng lưu ảnh ở định dạng ảnh thô. Hơn nữa, máy ảo Dalvik đã được chính thức thay thế bởi Android Runtime (ART), là một môi trường thời gian chạy mới đã được giới thiệu trong KitKat dưới dạng xem trước. ART là một thời gian chạy đa nền tảng hỗ trợ các cấu trúc x86, ARM, và MIPS ở cả môi trường 32-bit và 64-bit. Không giống như Dalvik sử dụng biên dịch JIT, ART biên dịch các ứng dụng sau khi cài đặt, có nghĩa là từ nay về sau HĐH sẽ chạy các ứng dụng đã được biên dịch sẵn. Kỹ thuật này loại bỏ quá trình đầu tiên gắn liền với quá trình JIT, cải thiện hiệu năng hệ thống.
Lollipop cũng nhằm tới việc cải thiện mức tiệu thụ pin qua một chuỗi các quá trình tối ưu hóa có tên là "Project Volta". Trong đó là một chế độ tiết kiệm pin mới, các API lên lịch làm việc dẫn đến giới hạn một số tác vụ nhất định và chỉ được hoạt động qua Wi-Fi, và kết hợp các tác vụ để giảm lượng thời gian hoạt động radio trong tổng thể. Công cụ phát triển mới có tên "Battery Historian" có thể được sử dụng để theo dõi mức tiêu thụ pin của các ứng dụng khi đang sử dụng. Bộ API Mở rộng Android cũng cung cấp các chức năng đồ họa như các shader mới, nhằm cung cấp các đồ họa giống như PC cho các trò chơi 3D trên các thiết bị Android.
Một số các tính năng cấp độ hệ thống, hướng tới doanh nghiệp cũng được giới thiệu dưới cái tên "Android for Work". Khung làm việc bảo mật Samsung Knox ban đầu được dự định được dùng làm nền móng cho "Android for Work", nhưng thay vào đó Google quyết định sử dụng công nghệ riêng của họ để chia tách các dữ liệu cá nhân và công việc trên một thiết bị, cùng với các API đồng hành để quản lý môi trường. Với tính năng "Smart Lock", các thiết bị cũng có thể được thiết lập để người dùng không phải thực hiện mở khóa thiết bị với mã PIN hay hình khi đang ở tại một vị trí tin cậy, hay trong khu vực của một thiết bị Bluetooth hay thẻ NFC chuyên dụng. Hơn nữa, Lollipop đã từng có mã hóa thiết bị được kích hoạt theo mặc định trên tất cả các thiết bị đủ điều kiện; tuy nhiên, do vấn đề hiệu năng, thay đổi này đã phải hoãn lại tới phiên bản kế tiếp, Android Marshmallow.

## Phát hành
Một bản xem trước cho nhà phát triển của Android L, bán dựng LPV79, được phát hành cho Nexus 5 và Nexus 7 (2013) vào ngày 26 tháng 6 năm 2014 dưới dạng các ảnh đĩa. Mã nguồn cho các thành phần mang giấy phép GPL của bản xem trước này đã được phát hành qua Android Open Source Project (AOSP) vào tháng 7 năm 2014. Một bản dựng xem trước cho nhà phát triển thứ hai, LPV81C, được phát hành ngày 7 tháng 8 năm 2014, cùng với phiên bản beta của nền tảng Google Fit và bộ SDK. Cũng như bản dựng trước, bản xem trước này cũng chỉ có sẵn cho Nexus 5 và Nexus 7 2013.
Vào ngày 15 tháng 10 năm 2014, Google chính thức thông báo Android L sẽ có tên Android 5.0 "Lollipop". Công ty cũng hé lộ các thiết bị đầu tiên đi kèm với Android 5.0—bao gồm Nexus 6 của Motorola và Nexus 9 của HTC—sẽ được phát hành vào ngày 3 tháng 11 năm 2014. Google thông báo rằng các thiết bị Nexus (bao gồm Nexus 4, 5, 7, và 10) và Google Play edition sẽ nhận bản cập nhật lên Lollipop "trong vài tuần tới"; thêm một bản xem trước nữa cho các thiết bị Nexus và bản SDK mới cho các nhà phát triển ứng dụng sẽ được phát hành vào ngày 17 tháng 10 năm 2014. Kế hoạch cập nhật cho các thiết bị Android bên thứ ba sẽ tùy thuộc vào nhà sản xuất.
Mã nguồn đầy đủ của Android 5.0 được tải lên AOSP vào ngày 3 tháng 11 năm 2014, cho phép các nhà phát triển và OEM bắt đầu tự sản xuất các phiên bản hệ điều hành của họ. Ngày 2 tháng 12 năm 2014, các ảnh đĩa gốc cho các điện thoại thông minh và máy tính bảng Nexus được cập nhật lên phiên bản 5.0.1, đi kèm với nhiều sửa lỗi, và một lỗi nghiệm trọng ảnh hưởng đến các thiết bị Nexus 4 và khiến âm thanh không hoạt động khi gọi điện. Một phiên bản Lollipop 5.0.2 (LRX22G) dành riêng cho Nexus 7 thế hệ thứ nhất đã được phát hành vào ngày 19 tháng 12 năm 2014.
Android 5.1, một phiên bản cập nhật của Lollipop, được tiết lộ vào tháng 2 năm 2015 như một phần của sự kiện ra mắt Android One tại Indonesia, và được cài đặt sẵn trên các thiết bị Android One bán tại Indonesia và Phillipines. Google chính thức công bố 5.1 bằng cách phát hành bản cập nhật cho các thiết bị vào ngày 9 tháng 3 năm 2015.
Vào năm 2015, Amazon.com đã chỉnh sửa lại Lollipop để sản xuất Fire OS 5 "Bellini" cho dòng thiết bị Kindle Fire.